# Агатов переулок
Ага́тов переулок — переулок во Фрунзенском районе Санкт-Петербурга. Отходит от Южного шоссе в сторону проспекта Александровской Фермы параллельно Московскому направлению Октябрьской железной дороги, западнее её, близ железнодорожной платформы Сортировочная. Заканчивается тупиком.

## Название
Название переулка произошло от располагавшегося поблизости акционерного общества «Агат» («Агентство грузового автотранспорта»). Официально присвоено 7 июля 1993 года. Инициатива исходила от Топонимической комиссии Санкт-Петербурга, которая решила вернуться к дореволюционной практике наименования улиц Санкт-Петербурга по крупным предприятиям, при этом была выбрана старинная форма притяжательного прилагательного.

## Объекты городской среды
Переулок застроен промышленно-хозяйственными постройками, также здесь располагаются гаражные стоянки. Все здания и сооружения имеют адреса по Южному шоссе или по Софийской улице. Жилая застройка отсутствует. В конце 2023 года из состава Агатова переулка был выделен участок площадью 1749 м² под строительство Высокоскоростной железнодорожной магистрали.

## Транспорт
Рядом с переулком (на Южном шоссе) находится конечная остановка автобусов (76, 91, 140) и троллейбусов (26, 29, 35, 36), а также платформа Сортировочная.

## Пересечения
- Южное шоссе — Агатов переулок примыкает к нему.